# Поляны (Дмитриевский сельский округ)
Поляны — деревня в составе Дмитриевского сельского округа Дмитриевского сельского поселения Галичского района Костромской области России.

## География
Деревня расположена у автодороги Судиславль — Солигалич Р100, на берегу речки Челсма.

## История
Согласно Спискам населённых мест Российской империи в 1872 году деревня относилась к 2 стану Галичского уезда Костромской губернии. В ней числилось 14 дворов, проживало 27 мужчин и 41 женщина.
Согласно переписи населения 1897 года в деревне проживали 41 мужчина и 42 женщины.
Согласно Списку населённых мест Костромской губернии в 1907 году деревня относилось к Фоминской казённой волости Галичского уезда Костромской губернии. По сведениям волостного правления за 1907 год в ней числилось 16 крестьянских дворов и 83 жителя. Основными занятиями жителей деревни были малярный и плотницкий промыслы, сельскохозяйственные работы.
До муниципальной реформы 2010 года деревня также входила в состав Дмитриевского сельского поселения.